# ريتشارد بوسطن
ريتشارد بوسطن (بالإنجليزية: Richard Boston)‏ هو صحفي بريطاني، ولد في 29 ديسمبر 1938 في إنجلترا في المملكة المتحدة، وتوفي بنفس المكان في 22 ديسمبر 2006.